# Mambo italiano (película)
Mambo italiano es una película de comedia dramática canadiense de 2003 dirigida por Émile Gaudreault . El guion fue escrito por Gaudreault y Steve Galluccio, basado en la obra teatral homónima de Galluccio.

## Trama
Angelo Barberini es el extraño hijo de los inmigrantes italianos Gino y Maria, que sin darse cuenta terminaron en Canadá en lugar de Estados Unidos. Angelo sorprende a sus padres - y su hermana, Anna - al mudarse solo siendo soltero y, poco después, aún más cuando revela que es gay. Pero su novio (y mejor amigo de la infancia), el policía Nino Paventi, no está tan listo para salir del armario, especialmente no a su entrometida madre siciliana, Lina.

## Reparto
- Luke Kirby como Angelo Barberini
- Claudia Ferri como Anna Barberini
- Peter Miller como Nino Paventi
- Paul Sorvino como Gino Barberini
- Ginette Reno como Maria Barberini
- Mary Walsh como Lina Paventi
- Sophie Lorain como Pina Lunetti
- Tim Post como Peter
- Tara Nicodemo como Yolanda / Mujer en avión / Jolene
- Pierrette Robitaille como Rosetta
- Dino Tavarone como Giorgio
- Mark Camacho como Johnny Christofaro
- Michel Perron como el padre Carmignani
- Lou Vani como Marco
- Diane Lavallée como Mélanie

## Producción
Mambo italiano se basó en una obra de Steve Galluccio, que fue escrita en base a sus propias experiencias de la vida real al crecer en una comunidad de inmigrantes en Montreal.

## Recepción
Mambo italiano recibió críticas mixtas, y tiene una calificación de 32% en Rotten Tomatoes ; el consenso dice: "Una comedia amplia y estridente que parece una comedia de situación". En Metacritic, la película tiene una calificación de 41/100, lo que indica "críticas mixtas o promedio".
Scott Brown, de Entertainment Weekly, escribió: "Este es un cine que nos hace sentir bien, sin duda, pero el choque cultural aquí es más que un vehículo sin sentido para el cumplimiento de deseos efervescentes. El resultado no desagradable es abundante comida italiana con la vida media de la comida china para llevar ".
Janice Page del Boston Globe escribió "No hay baile sofisticado, pero se mueve con el corazón abierto. Y bueno, es al menos tan divertido como esa cosa griega ". Chicago Sun-Times ' Roger Ebert dio a la película un modesto dos estrellas y se refiere a la película 'en comodidad' como 'Mi gran boda gay'. 